# 曼薩 (尚比亞)

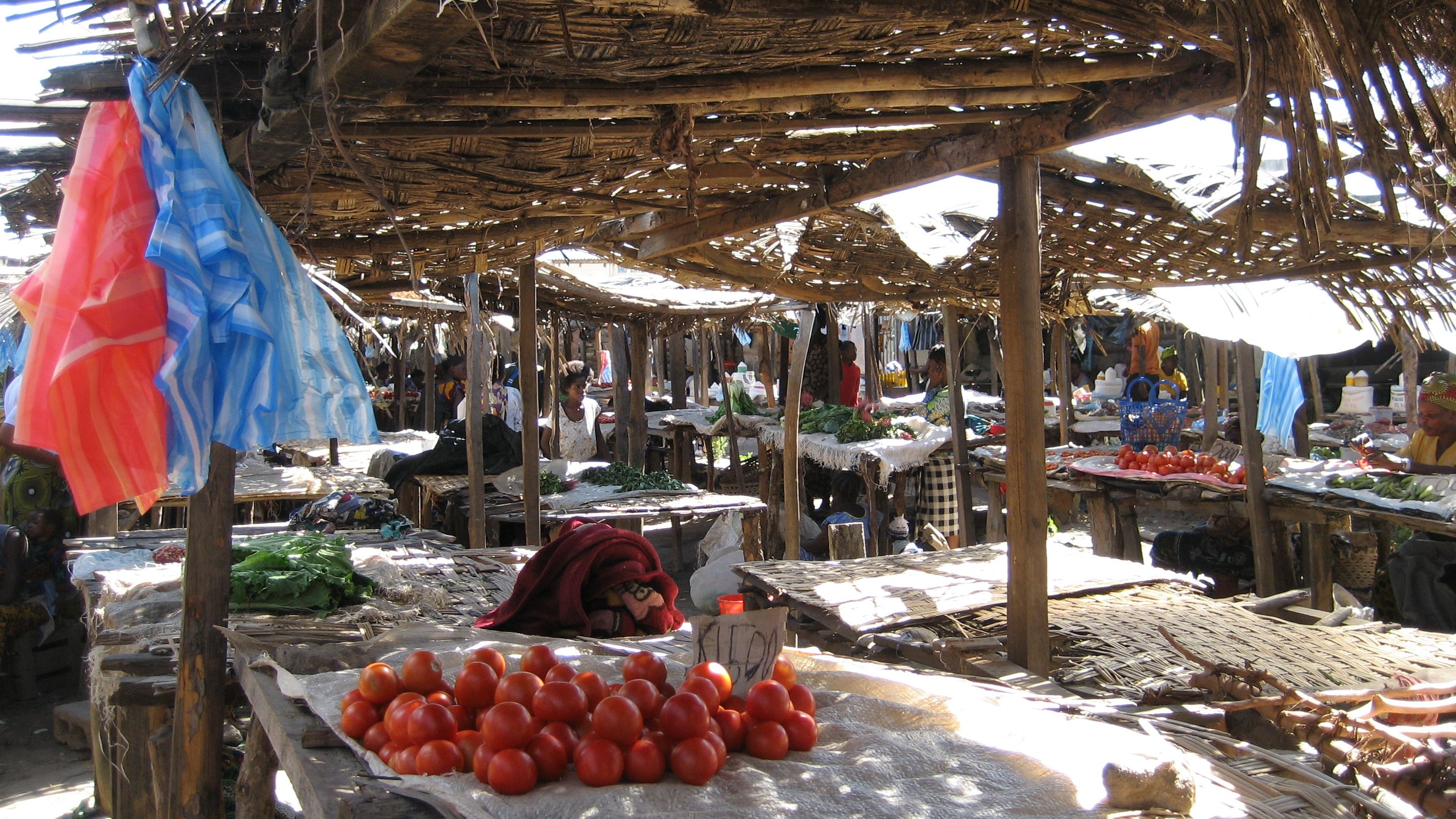

曼薩（Mansa）是非洲南部國家贊比亞東北部的城市，也是盧阿普拉省的首府，位於剛果民主共和國邊境以東約50公里，海拔高度1,150米，市內有銀行、商店和超市，是該地區的行政和貿易中心，2004年人口42,280000000000000。

## 外部連結
- Google Earth （页面存档备份，存于）
- A Tourist's Gallery of Mansa, Zambia
- Mining in Mansa （页面存档备份，存于）

11°12′S 28°53′E / 11.200°S 28.883°E